# Helena Tichá
Helena Tichá, též Helena Tichy  (obč. jménem Kateřina Tichá; 6. května 1822, Praha – 5. března 1886, Těšín) byla česká řeholnice, členka Kongregace Milosrdných sester svatého Karla Boromejského.
Roku 1857 se stala první generální představenou slezské (třebnické) kongregace řádu.